# Georg Honauer

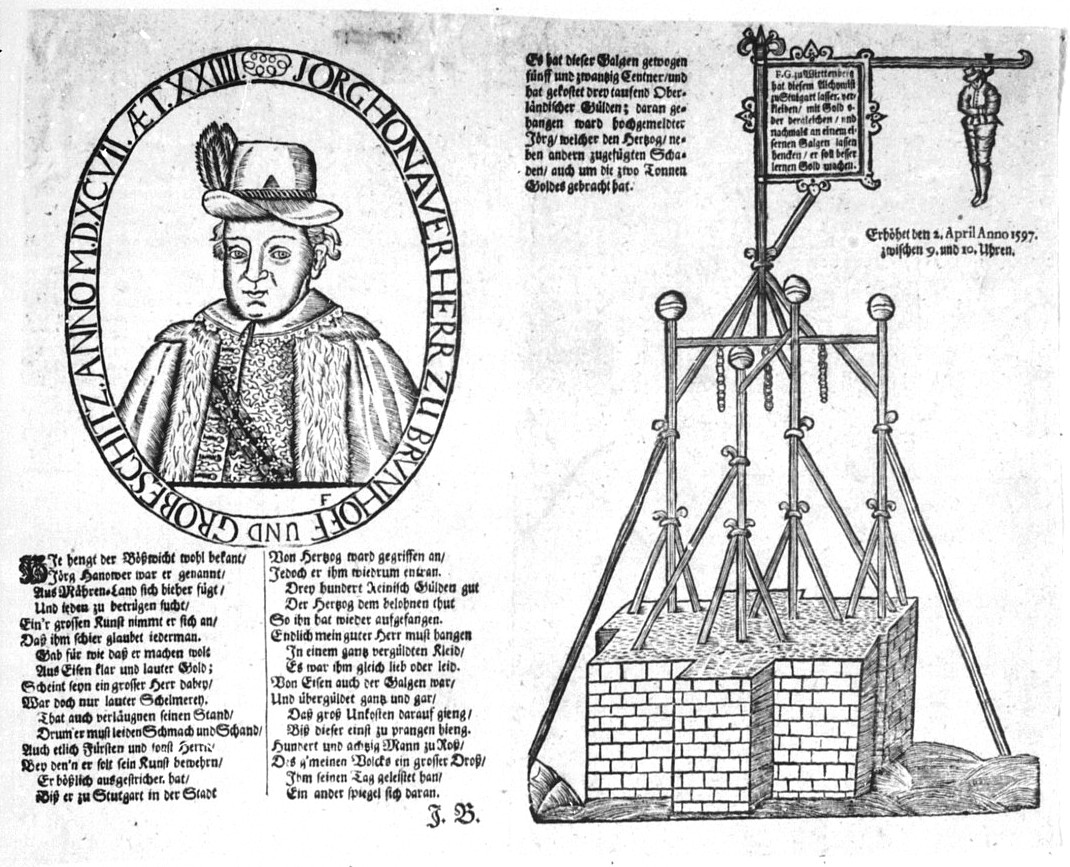
Zeitgenössisches Flugblatt über die Hinrichtung Georg Honauers, 1597

Georg Honauer (* 1572 in Olmütz; † 2. April 1597 in Stuttgart) war ein Goldschmied und Alchemist im Zeitalter der Renaissance. Er nannte sich selbst Herr zu Brunhoff von Grobschütz, als er 1596 in die herzoglichen Dienste trat. Die Anstellung hatte er mit gefälschten Versuchen erschlichen.
Honauer arbeitete für Herzog Friedrich I. von Württemberg, für den er Eisen in Gold umwandeln wollte. Herzog Friedrich versuchte seinen erheblichen Finanzbedarf mit Hilfe der Alchemie zu decken und errichtete Laboratorien im Freihof in Kirchheim unter Teck und im Lusthaus, das im Tiergarten in Stuttgart stand. Es war nicht allein Geldgier, sondern auch ganz erheblich wissenschaftliches Interesse für diese Leidenschaft zur Alchemie als Natur- und Geheimwissenschaft. Honauer wollte Eisen aus Mömpelgard in Silber verwandeln. Unter beachtlichem Aufwand wurde das „Rohmaterial“ herangeschafft. Es handelte sich um annähernd zwei Tonnen Gewicht (36 Zentner und 18 Pfund).
Als dieses nicht gelang, wollte der Herzog Honauer 1596/1597 hinrichten. Honauer vermutete, was ihn erwartete und floh zunächst rechtzeitig aus Stuttgart. Der Herzog ließ Bildnisse malen, die zur Ergreifung Honauers dienen sollten. Sieben solcher Bildnisse fertigte Jonathan Sauter an.
Nach Honauers Ergreifung ordnete der Herzog eine ungewöhnlich spektakuläre Hinrichtung an. Honauer wurde in einem ganz mit Goldflitter besetzten Gewand zum Schafott gebracht. Es war ein eigens für ihn in der Wolframshalde auf einer Anhöhe gegen die Brag aufgebauter vergoldeter Galgen auf einem steinernen Fundament aus 36 Zentnern Eisen gefertigt worden, an dem er gehenkt wurde. Diese Menge mömpelgardschen Eisens in Gold umzuwandeln hatte Honauer dem Fürsten versprochen. Mit der Hinrichtung sollte ein abschreckendes Exempel statuiert werden. Die Hinrichtung soll Herzog Friedrich etwa 3000 fl gekostet haben. Die spektakuläre Hinrichtung war zur Abschreckung gedacht und wurde deshalb mit Flugblättern bekannt gemacht. Mit einer Höhe von 12 Metern war es der höchste Galgen im Heiligen Römischen Reich.
Das Eisen wurde nach der Hinrichtung nicht wieder eingeschmolzen, sondern der Galgen wurde noch mehrfach verwendet: für die erfolglosen Goldmacher Petrus Montanus am 28. Juni 1600, Heinrich Nüscheler am 16. Juli 1601 und Hans Heinrich Müller, genannt Mühlenfels, am 30. Juni 1606.
Am 4. Februar 1738 wurde Joseph Süß Oppenheimer an eben diesem Galgen in einem eisernen Käfig gehenkt, wo der Leichnam bis 1744 zum Regierungsantritt des Herzogs Carl Eugen verblieb.